# Asphalt: Urban GT
Asphalt: Urban GT est un jeu vidéo de course automobile fonctionnant sur les consoles portables N-Gage et Nintendo DS, sorti le 21 novembre 2004 en Amérique du Nord puis en mars 2005 en Europe. Il est développé par Gameloft Montréal et publié par Ubisoft. Taito et Gameloft, Nintendo a distribué la version Nintendo DS au Japon en juin 2005.
Sa suite, Asphalt: Urban GT 2, est sortie l'année suivante sur N-Gage, Nintendo DS et PSP.
La voix off commentatrice est doublée par Dorothée Pousséo.

## Système de jeu
Le jeu est en trois dimensions et permet de voir l'action sous trois angles de vue différents. Une fonction permettant de revoir la course est également disponible. Sur Nintendo DS, l'écran inférieur est utilisé pour donner des conseils et des informations au joueur.
Le jeu contient neuf circuits basés sur des lieux réels tels que Paris ou New York. Les vingt-trois véhicules du jeu sont basés sur des modèles de grandes marques automobiles tel Maserati, Ford ou Hummer.

## Accueil
- Jeuxvideo.com : 16/20 (NG)[3] - 13/20 (DS)[4]
- Metacritic : 76/100[5]